# Asterocyphella friesii
Asterocyphella friesii är en svampart som först beskrevs av P. Crouan & H. Crouan, och fick sitt nu gällande namn av W.B. Cooke 1961. Asterocyphella friesii ingår i släktet Asterocyphella och familjen Cyphellaceae.   Inga underarter finns listade i Catalogue of Life.